# Livre scientifique
Un livre scientifique ou livre de science peut être défini de plusieurs manières. Dans certaines disciplines, le plus souvent des sciences, technologie, ingénierie et mathématiques (STIM), une œuvre généralement écrite par un scientifique, un chercheur ou un professeur, ou parfois par un non-scientifique, et qui intervient dans le processus de diffusion des connaissances en traitant de sujets de différentes disciplines scientifiques. Alors que les revues scientifiques sont le support privilégié de diffusion des résultats de la recherche scientifique, les livres scientifiques sont un support légitime de diffusion de la science, que ce soient à travers des ouvrages professionnels, scolaires ou universitaires destinés à un public expert (étudiants, enseignants, chercheurs) ou à travers des livres de vulgarisation destinés au grand public. Mais les livres scientifiques sont aussi un format permettant à une pensée ou une analyse de se structurer sur un espace plus vaste que celui d'un court article, par exemple en philosophie ou en histoire. 

## Prix
Depuis 1988, la Royal Society attribue les Royal Society Prizes for Science Books (en), prix qui récompensent tous les ans les meilleurs livres de vulgarisation scientifique.
Créé par le ministère de l'Enseignement supérieur et de la Recherche en 2009 en France, le prix « Le goût des sciences » récompense dans la catégorie du livre généraliste un ouvrage permettant à un public de non-spécialistes de comprendre certaines avancées scientifiques (toutes disciplines confondues) et leur impact sur le monde environnant.

## Classement
En 2006, le magazine Discover établit la liste des 25 plus grands livres de science de tous les temps :
1 et 2. Le Voyage du Beagle (1845) et De l'origine des espèces (1859) de Charles Darwin

3. Philosophiae Naturalis Principia Mathematica (1687) d’Isaac Newton

4. Dialogue sur les deux grands systèmes du monde (1687) de Galilée

5. Des révolutions des sphères célestes (1543) de Nicolas Copernic

6. Physique (vers 330 av. J.-C.) d’Aristote

7. De humani corporis fabrica (1543) de Vésale

8. La Relativité (1916) d’Albert Einstein

9. Le Gène égoïste (1976) de Richard Dawkins

10. One Two Three... Infinity (en) (1947) de George Gamow

11. La Double Hélice (en) (1968) de James Watson

12. Qu'est-ce que la vie ? (1948) d’Erwin Schrödinger

13. La Connexion cosmique (en) (1973) de Carl Sagan

14. La Société des insectes (1971) d'Edward Osborne Wilson

15. Les trois premières minutes de l'univers (en) (1977) de Steven Weinberg

16. Printemps silencieux (1962) de Rachel Carson

17. La Mal-mesure de l'homme (1981) de Stephen Jay Gould

18. L'Homme qui prenait sa femme pour un chapeau (1985) d’Oliver Sacks

19. Le Journal de Lewis et Clark (1814) de Meriwether Lewis et William Clark

20. Cours de physique de Feynman (1963) de Richard Feynman, Robert B. Leighton et Matthew Sands (en)

21. Sexual Behavior in the Human Male (1948) d'Alfred Kinsey

22. Gorilles dans la brume (1983) de Dian Fossey

23. Under a Lucky Star (1943) de Roy Chapman Andrews

24. Micrographia (1665) de Robert Hooke

25. Gaia: A new look at life on Earth (1979) de James Lovelock